# Peggy Waleska
Peggy Waleska est une rameuse allemande, née le 11 avril 1980.

## Palmarès

### Jeux olympiques
- 2004 à Athènes,  Grèce
  -  Médaille d'argent en deux de couple

### Championnats du monde
- 2009 à Poznań,  Pologne
  -  Médaille de bronze en quatre de couple
- 2003 à Milan,  Italie
  -  Médaille de bronze en quatre de couple
- 2002 à Séville,  Espagne
  -  Médaille d'or en quatre de couple
- 2001 à Lucerne,  Suisse
  -  Médaille d'or en quatre de couple